# يوري كوخ
يوري كوخ (بالألمانية: Jurij Koch)‏ هو صحفي وكاتب ألماني، ولد في 15 سبتمبر 1936 في Horka ‏ في ألمانيا.

## وصلات خارجية
- يوري كوخ على موقع IMDb (الإنجليزية)
- يوري كوخ على موقع ألو سيني (الفرنسية)
- يوري كوخ على موقع أول موفي (الإنجليزية)
- يوري كوخ على موقع كينوبويسك (الروسية)